# Grimaud (entreprise)
Pour les articles homonymes, voir Grimaud.
Grimaud est aujourd’hui une marque de cartes à jouer exploitée par le groupe belge Cartamundi, dont le siège est à Turnhout, en Belgique.
À l’origine, on trouve Baptiste-Paul Grimaud (1817-1899), qui a fondé une fabrique de cartes à jouer à Paris en 1848,. Doté d’un grand sens commercial, Grimaud a fait de son entreprise la plus importante de France. En 1962, la famille a cédé la marque Grimaud, son catalogue et ses modèles à un consortium emmené par Jean-Marie Simon, puis, après quelques changements de mains et de noms (Parker Brothers, General Mills, groupe Jany), l’affaire a été reprise par un ancien représentant de la maison, Yves Weisbuch, qui l’a redressée, mais n’a pu empêcher la vente de Grimaud France-Cartes à Cartamundi en 2014. Depuis lors, il n’y a plus de fabricant de cartes à jouer en France.

## Historique
En 1840, Baptiste-Paul Grimaud, un homme de 23 ans, né à Brûlain (Deux-Sèvres) près de Niort le 6 mai 1817, s'installe à Paris comme commissionnaire de roulage. 
En 1850, Grimaud rachète à Alexandre-Eugène Martineau et Marcel Bourru leur fabrique de cartes à jouer fondée en 1849 pour exploiter un brevet de cartes « dites opaques » inventé par Henri-Eumène Roche, chimiste à Paris, en juillet 1847. 
En 1855, Baptiste-Paul Grimaud décide de participer à l'Exposition Universelle qui se tient à Paris. Il y obtient une « mention honorable », ayant « …mérité l'attention du Jury par ses cartes de fantaisie et par ses cartes opaques…».
Quelques années plus tard, l'entreprise met en place un procédé permettant d'obtenir des cartes à coins ronds métallisés, une innovation qui remporta un grand succès. Ce bond technologique était dû à Firmin Chappellier qui venait d'inventer une presse spéciale que Grimaud s’est empressé d’adopter en rachetant le brevet de Chappellier. La propriété industrielle des coins ronds, âprement défendue jusque devant les tribunaux contre toute contrefaçon, va permettre à Baptiste-Paul Grimaud de se hisser aux premiers rangs des fabricants français de cartes à jouer.
Industrialisant le processus de fabrication des cartes et rachetant ou dominant ses concurrents (Pellerin en 1876, Camoin en 1888, Pussey en 1890, Lequart et Mignot en 1891, Bony, Dieudonné et Fossorier et Amar en 1904), Grimaud s'impose peu à peu comme le plus grand cartier français. 
C'est lors de l'Exposition universelle de 1900 que Grimaud marque son apogée : la société est récompensée par de nombreux prix.
Après la mort de Baptiste-Paul Grimaud en 1899, ce sont ses neveux, Léo et Georges Marteau, qui lui succèderont. Puis, à la mort de Léo, en 1920, le fils de celui-ci, Paul Marteau (https://data.bnf.fr/fr/13171682/paul_marteau/), prendra la direction de l’affaire. On lui doit l’édition en 1930 de l’« Ancien Tarot de Marseille », dont l'usage est toujours apprécié dans le monde de la cartomancie. Comme son oncle Georges Marteau en 1916, Paul Marteau a légué à sa mort, en 1966, sa collection de cartes à jouer anciennes à la Bibliothèque nationale de France.
En 1962, Jean-Marie Simon (marque « La Ducale», à Nancy) rachète les actifs de Grimaud avec le soutien financiers de partenaires étrangers. Il devient ainsi le « numéro 1 » de la carte à jouer en France. Les Établissements Jean-Marie Simon deviennent France Cartes. Insensiblement, dans les années 1970, France Cartes passe dans le giron de Parker Brothers, récemment racheté par General Mills. En 1980, General Mills décide de fusionner plusieurs sociétés qu'il détient en France : dont Miro Company, Parker Brothers France, Meccano France, Capiepa, J.M.S. France-Cartes et d’autres. L’ensemble devient Miro-Meccano. En 1986, J.M.S. France-Cartes est revendu à un concurrent allemand (ASS) mais celui-ci doit se défaire de son acquisition car l’acquéreur est accusé de malversations. France-Cartes est revendu à Yves Weisbuch, ancien de Grimaud, qui va redresser l’affaire puis la fusionner avec Héron à Mérignac en 1994. Dès lors, la société France Cartes devient Groupe France Cartes.
En 2014, Groupe France Cartes est cédé au groupe belge international Cartamundi (en), et devient France Cartes Cartamundi, filiale française de Cartamundi.
En 2018, la marque du maître cartier[réf. nécessaire] français a fêté ses 170 ans. Pour l'occasion, le logo, les cartes et étuis ont été redessinées dans un esprit moderne tout en gardant les inspirations passées.
Le fabricant de cartes à jouer est membre de l'Association des Créateurs et Fabricants de Jouets Français, et titulaire du label Entreprise du Patrimoine Vivant pour l'excellence de ses savoir-faire artisanaux et industriels.

## Les jeux Grimaud
La marque Grimaud propose des gammes de jeux de cartes variés, pour joueurs occasionnels ou experts. 
La qualité des cartes à jouer est le fruit d'un savoir-faire ancestral : graphismes soignés, toucher lisse, glisse optimale, opacité parfaite pour éviter la triche, coins arrondis, doubles figures, formats adaptés à la typologie du jeu.
En effet, chaque caractéristique de la carte est étudié pour un confort de jeu maximal à travers l'épaisseur du carton, les encres et vernis, la taille de la carte ou encore les découpes. Ce sont des éléments importants pour une bonne prise en main de la carte lors d'une partie ou manipulation : les distribuer, les tenir en éventail, les cacher, les plier sans les marquer, ne pas voir à travers...
La marque Grimaud s'autorise des collaborations avec des artistes, designers, illustrateurs ou encore événements pour des éditions limitées.
L'entreprise développe également des jeux de cartes publicitaires (promotionnels et personnalisés), et travaille pour des maisons d'édition ainsi que des grandes marques.